# Mike Trout
Michael Nelson Trout (Vineland, 7 augustus 1991) is een Amerikaans professioneel honkbalspeler die speelt voor de Los Angeles Angels in de Major League Baseball. Hij speelt als middenvelder. Trout is drie keer verkozen tot meest waardevolle speler (MVP) van de American League, en werd vier keer tweede in die verkiezing. Maar één speler in de geschiedenis van de MLB werd vaker verkozen tot meest waardevolle speler. In 2023 was hij aanvoerder van het Amerikaanse honkbalteam tijdens de World Baseball Classic.

## Carrière

### Draft en Minor League
Trout werd in de eerste ronde van de Major League Baseball-draft van 2009 gekozen door de Los Angeles Angels, met de vijfentwintigste keuze. Hij werd vanuit highschool gekozen, en heeft daardoor nooit op college niveau honkbal gespeeld. Voor de draft had Trout toegezegd te gaan spelen voor East Carolina University.
In de rest van 2009 en in 2010 speelde Trout voor verschillende minor league filialen van de Los Angeles Angels. Na het seizoen 2010 won Trout de Topps Minor League Player of the Year Award. Met zijn 19 jaar en twee maanden werd hij de jongste speler ooit die de prijs won.

### Los Angeles Angels (2011-heden)

#### 2011
Op 8 juli 2011 werd Trout voor het eerst gepromoveerd naar de MLB. Op 1 augustus 2011 werd hij teruggestuurd naar Double-A filiaal Arkansas Travelers, waarna hij op 19 augustus weer voor de Angels aan mocht treden. Aan het einde van het seizoen 2011 werd Trout door Baseball America verkozen tot Minor League Player of the Year.

#### 2012
Trout begon het seizoen 2012 bij de Salt Lake Bees, die uitkomen op Triple-A niveau, maar mocht op 28 april weer aantreden in de MLB. Zijn rookie seizoen werd historisch. Hij werd de jongste speler ooit met minimaal 20 homeruns en 40 gestolen honken in één seizoen. Daarnaast werd hij de eerste speler in de geschiedenis van de MLB die in één seizoen 30 homeruns sloeg, 45 honken stal, en 125 runs scoorde. Trout behaalde deze records in slechts 139 gespeelde wedstrijden, terwijl een regulier MLB seizoen 162 wedstrijden duurt.
Op 12 november 2012 won Trout de BBWAA Rookie of the Year Award, waarbij alle 28 stemmen naar hem gingen. Hij was de jongste speler ooit die de prijs won en pas de achttiende speler die unaniem werd verkozen. Baseball America verkoos hem tot zowel Rookie of the Year als Player of the Year.

#### 2014
Op 28 maart 2014 tekende Trout een contractverlenging met een duur van zes jaar, met een waarde van $144,5 miljoen. Het contract gold voor de seizoenen 2015 tot en met 2020, nadat Trout op 26 februari een contract voor het seizoen 2014 had getekend, met een waarde van $1 miljoen.
Tijdens de All-Star wedstrijd werd Trout verkozen tot meest waardevolle speler. Na het seizoen werd hij daarnaast unaniem verkozen tot meest waardevolle speler van de American League. Hij was pas de zesde speler ooit die in één seizoen in zowel de All-Star wedstrijd en de American League werd verkozen tot meest waardevolle speler.

#### 2019
In 2019 tekende Trout een twaalfjarig contract met een waarde van $426.5 miljoen bij de Angels. Op het moment van tekenen was het het op één na meest waardevolle contract (in absolute waarde) ooit getekend in een sport, wereldwijd.

## Privé
Op 9 december 2017 trouwde Trout met zijn vriendin Jessica Cox. Op 30 juli 2020 verwelkomden ze hun eerste kind.